# Lullington (Somerset)
Pour les articles homonymes, voir Lullington.
Lullington est une paroisse civile et un village du Somerset, en Angleterre.